# Pandemia di COVID-19 in Slovenia
Il primo caso della pandemia di COVID-19 in Slovenia è stato confermato il 4 marzo 2020: si trattava di un turista proveniente dal Marocco transitato per l'Italia. Il primo cittadino sloveno ad essere infetto è invece risultato positivo il giorno prima, il 3 marzo, a Trieste. I primi giorni dell'emergenza in Slovenia sono stati contrassegnati dalle dimissioni del primo ministro Marjan Šarec a fine gennaio e la formazione di un nuovo governo. Il primo caso è stato segnalato dopo che Janez Janša è stato nominato primo ministro. Il governo uscente di Marjan Šarec ha gestito la crisi fino al 14 marzo 2020.
Il 5 maggio 2023, l'Organizzazione mondiale della sanità dichiara ufficialmente la fine della pandemia.

## Cronologia

### Gennaio-febbraio 2020
- Sono stati fatti 313 test tra il 7 gennaio 2020 ed il 3 marzo 2020 e tutti sono risultati negativi.[11]

### Marzo 2020

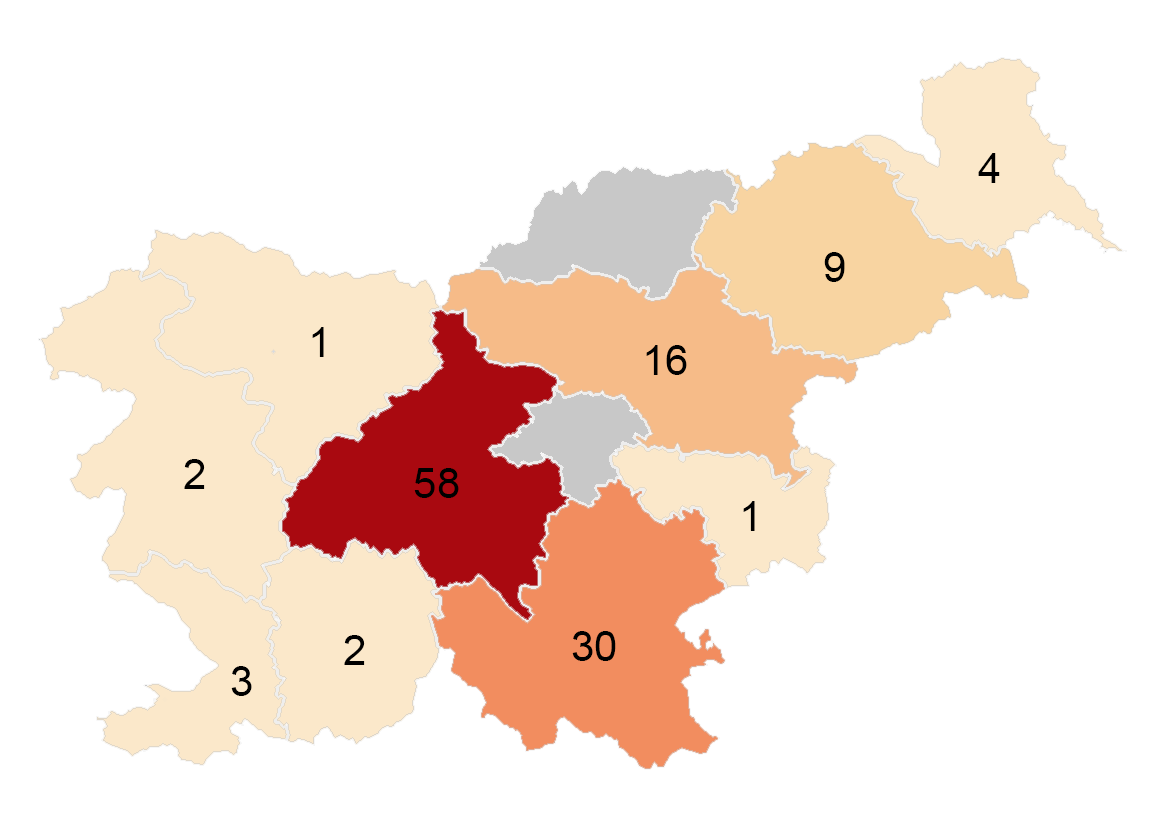
La situazione del contagio all'indomani della proclamazione dello stato di epidemia nazionale (12 marzo 2020). Il maggior numero di casi è concentrato nella regione della Slovenia Centrale, dove si trova la capitale.

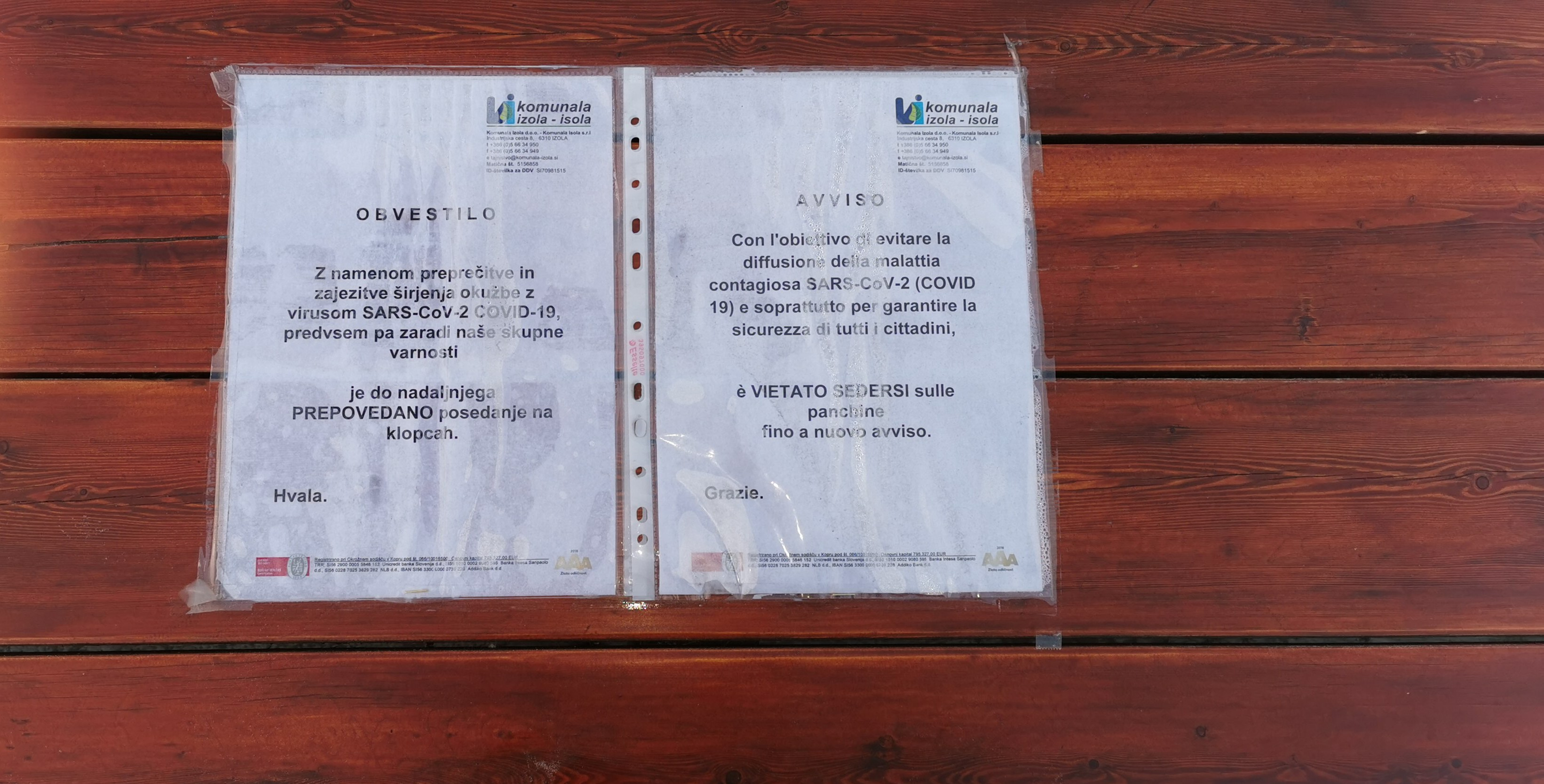
Avviso bilingue sloveno-italiano affisso dall'azienda municipalizzata di Isola per vietare l'uso dell'arredo urbano lungo l'ex strada costiera 111 Capodistria-Isola, ora ciclopedonale, a causa dell'emergenza COVID-19 in corso.

Morti ogni 100.000 abitanti

- 3 marzo: Primo caso registrato per un cittadino sloveno, un consigliere regionale del Friuli-Venezia Giulia, trattenuto in osservazione presso l'ospedale di Cattinara a Trieste.[5]
- 4 marzo: Primo caso segnalato nel paese, un turista proveniente dal Marocco che aveva fatto scalo in Italia. Il 60enne viene ricoverato nel centro clinico di Lubiana[4][12].
- 5 marzo 2020: 5 nuovi casi, due di loro sono stati in contatto con il primo caso, i rimanenti tre casi non hanno avuto contatti con persone italiane.
- 6 marzo 2020: 2 nuovi casi confermati a Maribor di persone rientrate da una vacanza in Italia; un altro paziente di Metlika, la sorgenze dell'infezione è quindi un viaggio in Italia, i casi salgono ad 8.[13]
- 7 marzo 2020: Uno dei pazienti risulta essere stato in contatto con il medico risultato positivo a Metlika, gli altri risultano provenienti da viaggi in Italia, Spagna ed Austria; il governo bandisce tutti gli eventi pubblici con più di 500 partecipanti negli ambienti chiusi; 4 nuovi casi per un totale di 12 casi confermati e 785 tamponi eseguiti totali.[14][15]
- 8 marzo 2020: Uno dei pazienti risulta essere stato contagiato nel suo luogo di lavoro in Svizzera e ha deciso di mettersi volontariamente in quarantena; nel complesso risultano 3 nuovi casi di personale medico venuti in contatto con il medico di Metlika; 4 nuovi casi per un totale di 16 confermati.[16]
- 9 marzo 2020: Uno dei pazienti risulta essere di ritorno da Venezia, altri invece risultano essere personale medico alcuni venuti in contatti con il medico di Metlika; il governo vieta gli assembramenti con più di 100 persone in luoghi chiusi, nelle aree aperte sono vietati gli assembramenti con più di 500 persone; ai confini con l'Italia viene controllata la temperatura come anche all'Aeroporto di Lubiana-Brnik, 9 nuovi casi per un totale di 25 confermati.[17][18] Iniziano a chiudere alcune università, come l'Università del Litorale che sospende tutte le lezioni[19].
- 10 marzo 2020: Il governo vieta tutti i voli in arrivo da: Italia, Corea del Sud, Iran e Cina, i confini con l'Italia rimangono chiusi, ma non per i trasporti; 9 nuovi casi per un totale di 34 confermati.[20]
- 11 marzo 2020: una scuola primaria a Kamnik chiude per due settimane a seguito di un'insegnante risultata positiva. Nuovi casi vengono identificati a Murska Sobota e Postumia; 23 nuovi casi per un totale di 57 confermati.[21] La Slovenia introduce controlli ai valichi di frontiera con l'Italia, garantendo l'ingresso ed uscita dal Paese solo attraverso sei valichi: Rateče-Fusine, Vertoiba-Sant'Andrea, Robis-Stupizza, Scoffie-Rabuiese, Sesana-Fernetti e Chervari-Pese. In tutti gli altri valichi viene interdetto il transito, anche pedonale. Nei sei valichi designati possono transitare solo i cittadini sloveni, quelli che hanno la residenza in Slovenia e quelli che hanno un certificato che attesti la negatività al virus. Viene concesso l'ingresso nello Stato anche a chi abbia una temperatura corporea inferiore a 37,5 °C e non mostri chiari sintomi di infezione alle vie aeree, tosse e difficoltà respiratorie[22].
- 12 marzo 2020: Viene dichiarato lo stato di epidemia, il governo annuncia la chiusura di tutti gli istituti scolastici a partire dal 16 marzo[23]; al personale medico viene proibito di andare in vacanza; identificati i primi casi a Nova Gorica e Kranj, 39 nuovi casi per un totale di 89 confermati.[24][25]
- 13 marzo 2020: Il nuovo governo di Janez Janša si insedia; 45 nuovi casi per un totale di 141 confermati.[26]
- 14 marzo 2020: 40 nuovi casi per un totale di 181 confermati su 5369 test effettuati; il primo morto a Metlika.[27]
- 15 marzo 2020: Il governo pone la chiusura di bar e ristoranti. Chiuso lo zoo di Lubiana; 38 nuovi casi per un totale di 219 su 6156 test.[28][29]
- 16 marzo 2020: I parcheggi pubblici a Lubiana, Murska Sobota e Maribor Generals diventano gratuiti e non più a pagamento; tutti gli istituti scolastici chiudono; 34 nuovi casi per un totale di 254 su 6712 test (ore 14:20).[30]
- 17 marzo 2020: 22 nuovi casi su 275 totali su 7857 test.[31][32]
- 18 marzo 2020: 11 nuovi casi su 286 totali su 8730 test.[33]
- 19 marzo 2020: 33 nuovi casi su 319 totali su 9860 test.[34]
- 20 marzo 2020: quarantena di fatto; 22 nuovi casi su 341 totali su 10980 test.[35]
- 21 marzo 2020: 42 nuovi casi su 383 totali su 12162 test.[36]
- 22 marzo 2020: 31 nuovi casi su 414 totali su 13098 test;[37] seconda persona deceduta, un anziano di 90 anni a Metlika.[38]
- 23 marzo 2020: 28 nuovi casi su 442 totali su 13812 test; terzo decesso confermato un uomo di 67 anni. il governo sloveno, cambia la modalità dei test, le persone con più di 60 anni; dieci pazienti di Lubiana risultano guariti.[39]
- 25 marzo 2020: 48 nuovi casi su 528 confermati.[40]

### Aprile 2020
- 1 aprile 2020: la Slovenia ha ricevuto 1 200 000 mascherine dalla Repubblica Ceca.[41]

### Maggio 2020
- 15 maggio 2020: il governo sloveno ha revocato lo stato di epidemia nel Paese proclamato il 12 marzo, risultando così il primo paese europeo a farlo. Ne consegue che per i cittadini dell'Unione europea in entrata in Slovenia non sarà più obbligatoria la quarantena; rimane in vigore invece per i cittadini extra Ue. Continuano a rimanere aperti però solo sei valichi confinari[42].

### Ottobre 2020
- 15 ottobre: Il governo vieta gli spostamenti in 7 regioni: Alta Carniola, Slovenia Centrale, Slovenia Sudorientale, Sava Centrale, Oltresava Inferiore, Savinjska, Carinzia.[43]
- 19 ottobre: Lo stato dichiara ufficialmente lo stato di epidemia[44]
- 30 ottobre: Prorogato il coprifuoco[45]

## Andamento dei contagi
| Data                                                                                         | Data       |  | Numero di casi  | Numero di morti |
| -------------------------------------------------------------------------------------------- | ---------- |  | --------------- | --------------- |
| 04-03-2020                                                                                   | 04-03-2020 |  | 1(N.D.)         | 0(N.D.)         |
| 05-03-2020                                                                                   | 05-03-2020 |  | 6(+500%)        | 0(N.D.)         |
| 06-03-2020                                                                                   | 06-03-2020 |  | 8(+33%)         | 0(N.D.)         |
| 07-03-2020                                                                                   | 07-03-2020 |  | 12(+50%)        | 0(N.D.)         |
| 08-03-2020                                                                                   | 08-03-2020 |  | 16(+33%)        | 0(N.D.)         |
| 09-03-2020                                                                                   | 09-03-2020 |  | 25(+56%)        | 0(N.D.)         |
| 10-03-2020                                                                                   | 10-03-2020 |  | 34(+36%)        | 0(N.D.)         |
| 11-03-2020                                                                                   | 11-03-2020 |  | 57(+68%)        | 0(N.D.)         |
| 12-03-2020                                                                                   | 12-03-2020 |  | 96(+68%)        | 0(N.D.)         |
| 13-03-2020                                                                                   | 13-03-2020 |  | 131(+36%)       | 0(N.D.)         |
| 14-03-2020                                                                                   | 14-03-2020 |  | 179(+37%)       | 1(N.D.)         |
| 15-03-2020                                                                                   | 15-03-2020 |  | 215(+20%)       | 1(=)            |
| 16-03-2020                                                                                   | 16-03-2020 |  | 250(+16%)       | 1(=)            |
| 17-03-2020                                                                                   | 17-03-2020 |  | 277(+11%)       | 1(=)            |
| 18-03-2020                                                                                   | 18-03-2020 |  | 287(+3,6%)      | 1(=)            |
| 19-03-2020                                                                                   | 19-03-2020 |  | 319(+11%)       | 1(=)            |
| 20-03-2020                                                                                   | 20-03-2020 |  | 342(+7,2%)      | 1(=)            |
| 21-03-2020                                                                                   | 21-03-2020 |  | 368(+7,6%)      | 1(=)            |
| 22-03-2020                                                                                   | 22-03-2020 |  | 406(+10%)       | 2(+1)           |
| 23-03-2020                                                                                   | 23-03-2020 |  | 440(+8,4%)      | 3(+1)           |
| 24-03-2020                                                                                   | 24-03-2020 |  | 476(+8,2%)      | 4(+1)           |
| 25-03-2020                                                                                   | 25-03-2020 |  | 526(+11%)       | 5(+1)           |
| 26-03-2020                                                                                   | 26-03-2020 |  | 562(+6,8%)      | 7(+2)           |
| 27-03-2020                                                                                   | 27-03-2020 |  | 632(+12%)       | 9(+2)           |
| 28-03-2020                                                                                   | 28-03-2020 |  | 684(+8,2%)      | 9(=)            |
| 29-03-2020                                                                                   | 29-03-2020 |  | 730(+6,7%)      | 11(+2)          |
| 30-03-2020                                                                                   | 30-03-2020 |  | 756(+3,6%)      | 11(=)           |
| 31-03-2020                                                                                   | 31-03-2020 |  | 802(+6,1%)      | 15(+4)          |
| 01-04-2020                                                                                   | 01-04-2020 |  | 841(+4,9%)      | 17(+2)          |
| 02-04-2020                                                                                   | 02-04-2020 |  | 897(+6,7%)      | 18(+1)          |
| 03-04-2020                                                                                   | 03-04-2020 |  | 934(+4,1%)      | 20(+2)          |
| 04-04-2020                                                                                   | 04-04-2020 |  | 977(+4,6%)      | 22(+2)          |
| 05-04-2020                                                                                   | 05-04-2020 |  | 997(+2%)        | 28(+6)          |
| 06-04-2020                                                                                   | 06-04-2020 |  | 1 020(+2,3%)    | 30(+2)          |
| 07-04-2020                                                                                   | 07-04-2020 |  | 1 055(+3,4%)    | 36(+6)          |
| 08-04-2020                                                                                   | 08-04-2020 |  | 1 091(+3,4%)    | 40(+4)          |
| 09-04-2020                                                                                   | 09-04-2020 |  | 1 124(+3%)      | 43(+3)          |
| 10-04-2020                                                                                   | 10-04-2020 |  | 1 160(+3,2%)    | 45(+2)          |
| 11-04-2020                                                                                   | 11-04-2020 |  | 1 188(+2,4%)    | 50(+5)          |
| 12-04-2020                                                                                   | 12-04-2020 |  | 1 205(+1,4%)    | 53(+3)          |
| 13-04-2020                                                                                   | 13-04-2020 |  | 1 212(+0,58%)   | 55(+2)          |
| 14-04-2020                                                                                   | 14-04-2020 |  | 1 220(+0,66%)   | 56(+1)          |
| 15-04-2020                                                                                   | 15-04-2020 |  | 1 248(+2,3%)    | 61(+5)          |
| 16-04-2020                                                                                   | 16-04-2020 |  | 1 269(+1,7%)    | 61(=)           |
| 17-04-2020                                                                                   | 17-04-2020 |  | 1 305(+2,8%)    | 66(+5)          |
| 18-04-2020                                                                                   | 18-04-2020 |  | 1 318(+1%)      | 70(+4)          |
| 19-04-2020                                                                                   | 19-04-2020 |  | 1 331(+0,99%)   | 74(+4)          |
| 20-04-2020                                                                                   | 20-04-2020 |  | 1 336(+0,38%)   | 77(+3)          |
| 21-04-2020                                                                                   | 21-04-2020 |  | 1 345(+0,67%)   | 77(=)           |
| 22-04-2020                                                                                   | 22-04-2020 |  | 1 354(+0,67%)   | 79(+2)          |
| 23-04-2020                                                                                   | 23-04-2020 |  | 1 367(+0,96%)   | 79(=)           |
| 24-04-2020                                                                                   | 24-04-2020 |  | 1 374(+0,51%)   | 80(+1)          |
| 25-04-2020                                                                                   | 25-04-2020 |  | 1 389(+1,1%)    | 81(+1)          |
| 26-04-2020                                                                                   | 26-04-2020 |  | 1 396(+0,5%)    | 82(+1)          |
| 27-04-2020                                                                                   | 27-04-2020 |  | 1 402(+0,43%)   | 83(+1)          |
| 28-04-2020                                                                                   | 28-04-2020 |  | 1 408(+0,43%)   | 86(+3)          |
| 29-04-2020                                                                                   | 29-04-2020 |  | 1 418(+0,71%)   | 89(+3)          |
| 30-04-2020                                                                                   | 30-04-2020 |  | 1 429(+0,78%)   | 91(+2)          |
| 01-05-2020                                                                                   | 01-05-2020 |  | 1 434(+0,35%)   | 93(+2)          |
| 02-05-2020                                                                                   | 02-05-2020 |  | 1 439(+0,35%)   | 94(+1)          |
| 03-05-2020                                                                                   | 03-05-2020 |  | 1 439(=)        | 96(+2)          |
| 04-05-2020                                                                                   | 04-05-2020 |  | 1 439(=)        | 97(+1)          |
| 05-05-2020                                                                                   | 05-05-2020 |  | 1 445(+0,42%)   | 98(+1)          |
| 06-05-2020                                                                                   | 06-05-2020 |  | 1 448(+0,21%)   | 99(+1)          |
| 07-05-2020                                                                                   | 07-05-2020 |  | 1 449(+0,07%)   | 100(+1)         |
| 08-05-2020                                                                                   | 08-05-2020 |  | 1 450(+0,07%)   | 101(+1)         |
| 09-05-2020                                                                                   | 09-05-2020 |  | 1 454(+0,28%)   | 102(+1)         |
| 10-05-2020                                                                                   | 10-05-2020 |  | 1 457(+0,21%)   | 102(=)          |
| 11-05-2020                                                                                   | 11-05-2020 |  | 1 460(+0,21%)   | 102(=)          |
| 12-05-2020                                                                                   | 12-05-2020 |  | 1 461(+0,07%)   | 103(+1)         |
| 13-05-2020                                                                                   | 13-05-2020 |  | 1 463(+0,14%)   | 103(=)          |
| 14-05-2020                                                                                   | 14-05-2020 |  | 1 464(+0,07%)   | 103(=)          |
| 15-05-2020                                                                                   | 15-05-2020 |  | 1 465(+0,07%)   | 103(=)          |
| 16-05-2020                                                                                   | 16-05-2020 |  | 1 465(=)        | 104(+1)         |
| 17-05-2020                                                                                   | 17-05-2020 |  | 1 466(+0,07%)   | 104(=)          |
| 18-05-2020                                                                                   | 18-05-2020 |  | 1 466(=)        | 104(=)          |
| 19-05-2020                                                                                   | 19-05-2020 |  | 1 467(+0,07%)   | 105(+1)         |
| 20-05-2020                                                                                   | 20-05-2020 |  | 1 468(+0,07%)   | 106(+1)         |
| 21-05-2020                                                                                   | 21-05-2020 |  | 1 468(=)        | 106(=)          |
| 22-05-2020                                                                                   | 22-05-2020 |  | 1 468(=)        | 106(=)          |
| 23-05-2020                                                                                   | 23-05-2020 |  | 1 468(=)        | 107(+1)         |
| 24-05-2020                                                                                   | 24-05-2020 |  | 1 468(=)        | 107(=)          |
| 25-05-2020                                                                                   | 25-05-2020 |  | 1 469(+0,07%)   | 108(+1)         |
| 26-05-2020                                                                                   | 26-05-2020 |  | 1 469(=)        | 108(=)          |
| 27-05-2020                                                                                   | 27-05-2020 |  | 1 471(+0,14%)   | 108(=)          |
| 28-05-2020                                                                                   | 28-05-2020 |  | 1 473(+0,14%)   | 108(=)          |
| 29-05-2020                                                                                   | 29-05-2020 |  | 1 473(=)        | 108(=)          |
| 30-05-2020                                                                                   | 30-05-2020 |  | 1 473(=)        | 108(=)          |
| 31-05-2020                                                                                   | 31-05-2020 |  | 1 473(=)        | 109(+1)         |
| 01-06-2020                                                                                   | 01-06-2020 |  | 1 473(=)        | 109(=)          |
| 02-06-2020                                                                                   | 02-06-2020 |  | 1 475(+0,14%)   | 109(=)          |
| 03-06-2020                                                                                   | 03-06-2020 |  | 1 477(+0,14%)   | 109(=)          |
| 04-06-2020                                                                                   | 04-06-2020 |  | 1 479(+0,14%)   | 109(=)          |
| 05-06-2020                                                                                   | 05-06-2020 |  | 1 479(=)        | 109(=)          |
| 06-06-2020                                                                                   | 06-06-2020 |  | 1 484(+0,34%)   | 109(=)          |
| 07-06-2020                                                                                   | 07-06-2020 |  | 1 485(+0,07%)   | 109(=)          |
| 08-06-2020                                                                                   | 08-06-2020 |  | 1 485(=)        | 109(=)          |
| 09-06-2020                                                                                   | 09-06-2020 |  | 1 486(+0,07%)   | 109(=)          |
| 10-06-2020                                                                                   | 10-06-2020 |  | 1 488(+0,13%)   | 109(=)          |
| 11-06-2020                                                                                   | 11-06-2020 |  | 1 488(=)        | 109(=)          |
| 12-06-2020                                                                                   | 12-06-2020 |  | 1 490(+0,13%)   | 109(=)          |
| 13-06-2020                                                                                   | 13-06-2020 |  | 1 492(+0,13%)   | 109(=)          |
| 14-06-2020                                                                                   | 14-06-2020 |  | 1 495(+0,2%)    | 109(=)          |
| 15-06-2020                                                                                   | 15-06-2020 |  | 1 496(+0,07%)   | 109(=)          |
| 16-06-2020                                                                                   | 16-06-2020 |  | 1 499(+0,2%)    | 109(=)          |
| 17-06-2020                                                                                   | 17-06-2020 |  | 1 503(+0,27%)   | 109(=)          |
| 18-06-2020                                                                                   | 18-06-2020 |  | 1 511(+0,53%)   | 109(=)          |
| 19-06-2020                                                                                   | 19-06-2020 |  | 1 513(+0,13%)   | 109(=)          |
| 20-06-2020                                                                                   | 20-06-2020 |  | 1 519(+0,4%)    | 109(=)          |
| 21-06-2020                                                                                   | 21-06-2020 |  | 1 520(+0,07%)   | 109(=)          |
| 22-06-2020                                                                                   | 22-06-2020 |  | 1 521(+0,07%)   | 109(=)          |
| 23-06-2020                                                                                   | 23-06-2020 |  | 1 534(+0,85%)   | 109(=)          |
| 24-06-2020                                                                                   | 24-06-2020 |  | 1 541(+0,46%)   | 111(+2)         |
| 25-06-2020                                                                                   | 25-06-2020 |  | 1 547(+0,39%)   | 111(=)          |
| 26-06-2020                                                                                   | 26-06-2020 |  | 1 558(+0,71%)   | 111(=)          |
| 27-06-2020                                                                                   | 27-06-2020 |  | 1 572(+0,9%)    | 111(=)          |
| 28-06-2020                                                                                   | 28-06-2020 |  | 1 581(+0,57%)   | 111(=)          |
| 29-06-2020                                                                                   | 29-06-2020 |  | 1 585(+0,25%)   | 111(=)          |
| 30-06-2020                                                                                   | 30-06-2020 |  | 1 600(+0,95%)   | 111(=)          |
| 01-07-2020                                                                                   | 01-07-2020 |  | 1 613(+0,81%)   | 111(=)          |
| 02-07-2020                                                                                   | 02-07-2020 |  | 1 633(+1,2%)    | 111(=)          |
| 03-07-2020                                                                                   | 03-07-2020 |  | 1 649(+0,98%)   | 111(=)          |
| 04-07-2020                                                                                   | 04-07-2020 |  | 1 679(+1,8%)    | 111(=)          |
| 05-07-2020                                                                                   | 05-07-2020 |  | 1 700(+1,3%)    | 111(=)          |
| 06-07-2020                                                                                   | 06-07-2020 |  | 1 716(+0,94%)   | 111(=)          |
| 07-07-2020                                                                                   | 07-07-2020 |  | 1 739(+1,3%)    | 111(=)          |
| 08-07-2020                                                                                   | 08-07-2020 |  | 1 763(+1,4%)    | 111(=)          |
| 09-07-2020                                                                                   | 09-07-2020 |  | 1 776(+0,74%)   | 111(=)          |
| 10-07-2020                                                                                   | 10-07-2020 |  | 1 793(+0,96%)   | 111(=)          |
| 11-07-2020                                                                                   | 11-07-2020 |  | 1 827(+1,9%)    | 111(=)          |
| 12-07-2020                                                                                   | 12-07-2020 |  | 1 841(+0,77%)   | 111(=)          |
| 13-07-2020                                                                                   | 13-07-2020 |  | 1 849(+0,43%)   | 111(=)          |
| 14-07-2020                                                                                   | 14-07-2020 |  | 1 859(+0,54%)   | 111(=)          |
| 15-07-2020                                                                                   | 15-07-2020 |  | 1 878(+1%)      | 111(=)          |
| 16-07-2020                                                                                   | 16-07-2020 |  | 1 897(+1%)      | 111(=)          |
| 17-07-2020                                                                                   | 17-07-2020 |  | 1 916(+1%)      | 111(=)          |
| 18-07-2020                                                                                   | 18-07-2020 |  | 1 940(+1,3%)    | 111(=)          |
| 19-07-2020                                                                                   | 19-07-2020 |  | 1 946(+0,31%)   | 112(+1)         |
| 20-07-2020                                                                                   | 20-07-2020 |  | 1 953(+0,36%)   | 113(+1)         |
| 21-07-2020                                                                                   | 21-07-2020 |  | 1 977(+1,2%)    | 114(+1)         |
| 22-07-2020                                                                                   |            |  |                 |                 |
| 23-07-2020                                                                                   | 23-07-2020 |  | 2 033(N.D.)     | 115(N.D.)       |
| 24-07-2020                                                                                   | 24-07-2020 |  | 2 052(+0,93%)   | 115(=)          |
| 25-07-2020                                                                                   | 25-07-2020 |  | 2 066(+0,68%)   | 115(=)          |
| 26-07-2020                                                                                   | 26-07-2020 |  | 2 082(+0,77%)   | 116(+1)         |
| 27-07-2020                                                                                   | 27-07-2020 |  | 2 087(+0,24%)   | 116(=)          |
| 28-07-2020                                                                                   | 28-07-2020 |  | 2 101(+0,67%)   | 117(+1)         |
| 29-07-2020                                                                                   | 29-07-2020 |  | 2 115(+0,67%)   | 117(=)          |
| 30-07-2020                                                                                   | 30-07-2020 |  | 2 139(+1,1%)    | 119(+2)         |
| 31-07-2020                                                                                   | 31-07-2020 |  | 2 156(+0,79%)   | 119(=)          |
| 31-07-2020                                                                                   | 31-07-2020 |  | 2 156(=)        | 119(=)          |
| 01-08-2020                                                                                   | 01-08-2020 |  | 2 171(+0,7%)    | 119(=)          |
| 02-08-2020                                                                                   | 02-08-2020 |  | 2 180(+0,41%)   | 120(+1)         |
| 03-08-2020                                                                                   | 03-08-2020 |  | 2 181(+0,05%)   | 122(+2)         |
| 04-08-2020                                                                                   | 04-08-2020 |  | 2 190(+0,41%)   | 123(+1)         |
| 05-08-2020                                                                                   | 05-08-2020 |  | 2 208(+0,82%)   | 124(+1)         |
| 06-08-2020                                                                                   | 06-08-2020 |  | 2 223(+0,68%)   | 125(+1)         |
| 07-08-2020                                                                                   | 07-08-2020 |  | 2 233(+0,45%)   | 125(=)          |
| 08-08-2020                                                                                   | 08-08-2020 |  | 2 247(+0,63%)   | 126(+1)         |
| 06-08-2020                                                                                   | 06-08-2020 |  | 2 223(−1,1%)    | 125             |
| 07-08-2020                                                                                   | 07-08-2020 |  | 2 233(+0,45%)   | 125(=)          |
| 08-08-2020                                                                                   | 08-08-2020 |  | 2 247(+0,63%)   | 126(+1)         |
| 09-08-2020                                                                                   | 09-08-2020 |  | 2 249(+0,09%)   | 127(+1)         |
| 10-08-2020                                                                                   | 10-08-2020 |  | 2 255(+0,27%)   | 128(+1)         |
| 11-08-2020                                                                                   | 11-08-2020 |  | 2 272(+0,75%)   | 129(+1)         |
| 12-08-2020                                                                                   | 12-08-2020 |  | 2 303(+1,4%)    | 129(=)          |
| 13-08-2020                                                                                   | 13-08-2020 |  | 2 332(+1,3%)    | 129(=)          |
| 14-08-2020                                                                                   | 14-08-2020 |  | 2 369(+1,6%)    | 129(=)          |
| 15-08-2020                                                                                   | 15-08-2020 |  | 2 401(+1,4%)    | 129(=)          |
| 16-08-2020                                                                                   | 16-08-2020 |  | 2 416(+0,62%)   | 129(=)          |
| 17-08-2020                                                                                   | 17-08-2020 |  | 2 429(+0,54%)   | 129(=)          |
| 18-08-2020                                                                                   | 18-08-2020 |  | 2 456(+1,1%)    | 129(=)          |
| 19-08-2020                                                                                   | 19-08-2020 |  | 2 493(+1,5%)    | 129(=)          |
| 20-08-2020                                                                                   | 20-08-2020 |  | 2 536(+1,7%)    | 129(=)          |
| 21-08-2020                                                                                   | 21-08-2020 |  | 2 574(+1,5%)    | 130(+1)         |
| 22-08-2020                                                                                   | 22-08-2020 |  | 2 617(+1,7%)    | 131(+1)         |
| 23-08-2020                                                                                   | 23-08-2020 |  | 2 651(+1,3%)    | 131(=)          |
| 24-08-2020                                                                                   | 24-08-2020 |  | 2 665(+0,53%)   | 133(+2)         |
| 25-08-2020                                                                                   | 25-08-2020 |  | 2 686(+0,79%)   | 133(=)          |
| 26-08-2020                                                                                   | 26-08-2020 |  | 2 722(+1,3%)    | 133(=)          |
| 27-08-2020                                                                                   | 27-08-2020 |  | 2 755(+1,2%)    | 133(=)          |
| 28-08-2020                                                                                   | 28-08-2020 |  | 2 797(+1,5%)    | 133(=)          |
| 29-08-2020                                                                                   | 29-08-2020 |  | 2 834(+1,3%)    | 133(=)          |
| 30-08-2020                                                                                   | 30-08-2020 |  | 2 865(+1,1%)    | 133(=)          |
| 31-08-2020                                                                                   | 31-08-2020 |  | 2 883(+0,63%)   | 133(=)          |
| 01-09-2020                                                                                   | 01-09-2020 |  | 2 924(+1,4%)    | 133(=)          |
| 02-09-2020                                                                                   | 02-09-2020 |  | 2 979(+1,9%)    | 134(+1)         |
| 03-09-2020                                                                                   | 03-09-2020 |  | 3 032(+1,8%)    | 134(=)          |
| 04-09-2020                                                                                   | 04-09-2020 |  | 3 079(+1,6%)    | 134(=)          |
| 05-09-2020                                                                                   | 05-09-2020 |  | 3 122(+1,4%)    | 135(+1)         |
| 06-09-2020                                                                                   | 06-09-2020 |  | 3 165(+1,4%)    | 135(=)          |
| 07-09-2020                                                                                   | 07-09-2020 |  | 3 190(+0,79%)   | 135(=)          |
| 08-09-2020                                                                                   | 08-09-2020 |  | 3 233(+1,3%)    | 135(=)          |
| 09-09-2020                                                                                   | 09-09-2020 |  | 3 312(+2,4%)    | 135(=)          |
| 10-09-2020                                                                                   | 10-09-2020 |  | 3 388(+2,3%)    | 135(=)          |
| 11-09-2020                                                                                   | 11-09-2020 |  | 3 498(+3,2%)    | 135(=)          |
| 12-09-2020                                                                                   | 12-09-2020 |  | 3 603(+3%)      | 135(=)          |
| 13-09-2020                                                                                   | 13-09-2020 |  | 3 702(+2,7%)    | 135(=)          |
| 14-09-2020                                                                                   | 14-09-2020 |  | 3 749(+1,3%)    | 135(=)          |
| 15-09-2020                                                                                   | 15-09-2020 |  | 3 831(+2,2%)    | 135(=)          |
| 16-09-2020                                                                                   | 16-09-2020 |  | 3 954(+3,2%)    | 135(=)          |
| 17-09-2020                                                                                   | 17-09-2020 |  | 4 058(+2,6%)    | 136(+1)         |
| 18-09-2020                                                                                   | 18-09-2020 |  | 4 195(+3,4%)    | 140(+4)         |
| 19-09-2020                                                                                   | 19-09-2020 |  | 4 309(+2,7%)    | 141(+1)         |
| 20-09-2020                                                                                   | 20-09-2020 |  | 4 420(+2,6%)    | 142(+1)         |
| 21-09-2020                                                                                   | 21-09-2020 |  | 4 470(+1,1%)    | 142(=)          |
| 22-09-2020                                                                                   | 22-09-2020 |  | 4 558(+2%)      | 142(=)          |
| 23-09-2020                                                                                   | 23-09-2020 |  | 4 694(+3%)      | 143(+1)         |
| 24-09-2020                                                                                   | 24-09-2020 |  | 4 816(+2,6%)    | 145(+2)         |
| 25-09-2020                                                                                   | 25-09-2020 |  | 5 007(+4%)      | 145(=)          |
| 26-09-2020                                                                                   | 26-09-2020 |  | 5 191(+3,7%)    | 146(+1)         |
| 27-09-2020                                                                                   | 27-09-2020 |  | 5 350(+3,1%)    | 147(+1)         |
| 28-09-2020                                                                                   | 28-09-2020 |  | 5 388(+0,71%)   | 149(+2)         |
| 29-09-2020                                                                                   | 29-09-2020 |  | 5 487(+1,8%)    | 149(=)          |
| 30-09-2020                                                                                   | 30-09-2020 |  | 5 690(+3,7%)    | 150(+1)         |
| 01-10-2020                                                                                   | 01-10-2020 |  | 5 865(+3,1%)    | 152(+2)         |
| 02-10-2020                                                                                   | 02-10-2020 |  | 6 103(+4,1%)    | 154(+2)         |
| 03-10-2020                                                                                   | 03-10-2020 |  | 6 330(+3,7%)    | 155(+1)         |
| 04-10-2020                                                                                   | 04-10-2020 |  | 6 498(+2,7%)    | 155(=)          |
| 05-10-2020                                                                                   | 05-10-2020 |  | 6 573(+1,2%)    | 156(+1)         |
| 06-10-2020                                                                                   |            |  |                 |                 |
| 07-10-2020                                                                                   | 07-10-2020 |  | 7 120(N.D.)     | 159(N.D.)       |
| 08-10-2020                                                                                   | 08-10-2020 |  | 7 507(+5,4%)    | 160(+1)         |
| 09-10-2020                                                                                   | 09-10-2020 |  | 7 872(+4,9%)    | 165(+5)         |
| 10-10-2020                                                                                   | 10-10-2020 |  | 8 252(+4,8%)    | 167(+2)         |
| 11-10-2020                                                                                   | 11-10-2020 |  | 8 663(+5%)      | 167(=)          |
| 12-10-2020                                                                                   | 12-10-2020 |  | 8 832(+2%)      | 169(+2)         |
| 13-10-2020                                                                                   | 13-10-2020 |  | 9 231(+4,5%)    | 173(+4)         |
| 14-10-2020                                                                                   | 14-10-2020 |  | 9 938(+7,7%)    | 175(+2)         |
| 15-10-2020                                                                                   | 15-10-2020 |  | 10 683(+7,5%)   | 176(+1)         |
| 16-10-2020                                                                                   | 16-10-2020 |  | 11 517(+7,8%)   | 180(+4)         |
| 17-10-2020                                                                                   | 17-10-2020 |  | 12 414(+7,8%)   | 182(+2)         |
| 18-10-2020                                                                                   | 18-10-2020 |  | 13 151(+5,9%)   | 187(+5)         |
| 19-10-2020                                                                                   | 19-10-2020 |  | 13 678(+4%)     | 189(+2)         |
| 20-10-2020                                                                                   | 20-10-2020 |  | 14 472(+5,8%)   | 192(+3)         |
| 21-10-2020                                                                                   | 21-10-2020 |  | 15 982(+10%)    | 200(+8)         |
| 22-10-2020                                                                                   | 22-10-2020 |  | 17 646(+10%)    | 207(+7)         |
| 23-10-2020                                                                                   | 23-10-2020 |  | 19 307(+9,4%)   | 214(+7)         |
| 24-10-2020                                                                                   | 24-10-2020 |  | 21 274(+10%)    | 235(+21)        |
| 25-10-2020                                                                                   | 25-10-2020 |  | 22 952(+7,9%)   | 240(+5)         |
| 26-10-2020                                                                                   | 26-10-2020 |  | 24 063(+4,8%)   | 248(+8)         |
| 27-10-2020                                                                                   | 27-10-2020 |  | 25 579(+6,3%)   | 256(+8)         |
| 28-10-2020                                                                                   | 28-10-2020 |  | 28 208(+10%)    | 272(+16)        |
| 29-10-2020                                                                                   | 29-10-2020 |  | 30 703(+8,8%)   | 286(+14)        |
| 30-10-2020                                                                                   | 30-10-2020 |  | 32 503(+5,9%)   | 311(+25)        |
| 31-10-2020                                                                                   | 31-10-2020 |  | 34 306(+5,5%)   | 330(+19)        |
| 01-11-2020                                                                                   | 01-11-2020 |  | 35 649(+3,9%)   | 363(+33)        |
| 02-11-2020                                                                                   | 02-11-2020 |  | 36 206(+1,6%)   | 383(+20)        |
| 03-11-2020                                                                                   | 03-11-2020 |  | 37 382(+3,2%)   | 413(+30)        |
| 04-11-2020                                                                                   | 04-11-2020 |  | 39 408(+5,4%)   | 436(+23)        |
| 05-11-2020                                                                                   | 05-11-2020 |  | 41 093(+4,3%)   | 471(+35)        |
| 06-11-2020                                                                                   | 06-11-2020 |  | 42 658(+3,8%)   | 497(+26)        |
| 07-11-2020                                                                                   | 07-11-2020 |  | 44 271(+3,8%)   | 531(+34)        |
| 08-11-2020                                                                                   | 08-11-2020 |  | 45 160(+2%)     | 554(+23)        |
| 09-11-2020                                                                                   | 09-11-2020 |  | 45 625(+1%)     | 578(+24)        |
| 10-11-2020                                                                                   | 10-11-2020 |  | 46 709(+2,4%)   | 605(+27)        |
| 11-11-2020                                                                                   | 11-11-2020 |  | 48 934(+4,8%)   | 645(+40)        |
| 12-11-2020                                                                                   | 12-11-2020 |  | 50 864(+3,9%)   | 686(+41)        |
| 13-11-2020                                                                                   | 13-11-2020 |  | 52 378(+3%)     | 724(+38)        |
| 14-11-2020                                                                                   | 14-11-2020 |  | 54 116(+3,3%)   | 765(+41)        |
| 15-11-2020                                                                                   | 15-11-2020 |  | 55 042(+1,7%)   | 797(+32)        |
| 16-11-2020                                                                                   | 16-11-2020 |  | 55 543(+0,91%)  | 831(+34)        |
| 17-11-2020                                                                                   | 17-11-2020 |  | 56 932(+2,5%)   | 876(+45)        |
| 18-11-2020                                                                                   | 18-11-2020 |  | 58 950(+3,5%)   | 919(+43)        |
| 19-11-2020                                                                                   | 19-11-2020 |  | 61 028(+3,5%)   | 964(+45)        |
| 20-11-2020                                                                                   | 20-11-2020 |  | 62 580(+2,5%)   | 995(+31)        |
| 21-11-2020                                                                                   | 21-11-2020 |  | 64 284(+2,7%)   | 1 026(+31)      |
| 22-11-2020                                                                                   | 22-11-2020 |  | 65 308(+1,6%)   | 1 052(+26)      |
| 23-11-2020                                                                                   | 23-11-2020 |  | 65 778(+0,72%)  | 1 097(+45)      |
| 24-11-2020                                                                                   | 24-11-2020 |  | 67 080(+2%)     | 1 156(+59)      |
| 25-11-2020                                                                                   | 25-11-2020 |  | 69 306(+3,3%)   | 1 199(+43)      |
| 26-11-2020                                                                                   | 26-11-2020 |  | 71 073(+2,5%)   | 1 245(+46)      |
| 27-11-2020                                                                                   | 27-11-2020 |  | 72 682(+2,3%)   | 1 293(+48)      |
| 28-11-2020                                                                                   | 28-11-2020 |  | 74 257(+2,2%)   | 1 336(+43)      |
| 29-11-2020                                                                                   | 29-11-2020 |  | 75 370(+1,5%)   | 1 384(+48)      |
| 30-11-2020                                                                                   | 30-11-2020 |  | 75 814(+0,59%)  | 1 435(+51)      |
| 01-12-2020                                                                                   | 01-12-2020 |  | 77 106(+1,7%)   | 1 490(+55)      |
| 02-12-2020                                                                                   | 02-12-2020 |  | 79 563(+3,2%)   | 1 547(+57)      |
| 03-12-2020                                                                                   | 03-12-2020 |  | 81 338(+2,2%)   | 1 592(+45)      |
| 04-12-2020                                                                                   | 04-12-2020 |  | 83 133(+2,2%)   | 1 653(+61)      |
| 05-12-2020                                                                                   | 05-12-2020 |  | 84 775(+2%)     | 1 700(+47)      |
| 06-12-2020                                                                                   | 06-12-2020 |  | 85 805(+1,2%)   | 1 744(+44)      |
| 07-12-2020                                                                                   | 07-12-2020 |  | 86 285(+0,56%)  | 1 796(+52)      |
| 08-12-2020                                                                                   | 08-12-2020 |  | 87 915(+1,9%)   | 1 862(+66)      |
| 09-12-2020                                                                                   | 09-12-2020 |  | 90 075(+2,5%)   | 1 900(+38)      |
| 10-12-2020                                                                                   | 10-12-2020 |  | 91 922(+2,1%)   | 1 949(+49)      |
| 11-12-2020                                                                                   | 11-12-2020 |  | 93 734(+2%)     | 1 998(+49)      |
| 12-12-2020                                                                                   | 12-12-2020 |  | 95 481(+1,9%)   | 2 041(+43)      |
| 13-12-2020                                                                                   | 13-12-2020 |  | 96 311(+0,87%)  | 2 063(+22)      |
| 14-12-2020                                                                                   | 14-12-2020 |  | 96 745(+0,45%)  | 2 107(+44)      |
| 15-12-2020                                                                                   | 15-12-2020 |  | 98 281(+1,6%)   | 2 149(+42)      |
| 16-12-2020                                                                                   | 16-12-2020 |  | 100 389(+2,1%)  | 2 190(+41)      |
| 17-12-2020                                                                                   | 17-12-2020 |  | 102 043(+1,6%)  | 2 233(+43)      |
| 18-12-2020                                                                                   | 18-12-2020 |  | 103 555(+1,5%)  | 2 274(+41)      |
| 19-12-2020                                                                                   | 19-12-2020 |  | 105 013(+1,4%)  | 2 314(+40)      |
| 20-12-2020                                                                                   | 20-12-2020 |  | 105 897(+0,84%) | 2 353(+39)      |
| 21-12-2020                                                                                   | 21-12-2020 |  | 106 292(+0,37%) | 2 379(+26)      |
| 22-12-2020                                                                                   | 22-12-2020 |  | 107 796(+1,4%)  | 2 418(+39)      |
| 23-12-2020                                                                                   | 23-12-2020 |  | 109 925(+2%)    | 2 454(+36)      |
| 24-12-2020                                                                                   | 24-12-2020 |  | 111 625(+1,5%)  | 2 479(+25)      |
| 25-12-2020                                                                                   | 25-12-2020 |  | 113 408(+1,6%)  | 2 507(+28)      |
| 26-12-2020                                                                                   | 26-12-2020 |  | 113 773(+0,32%) | 2 532(+25)      |
| 27-12-2020                                                                                   | 27-12-2020 |  | 114 387(+0,54%) | 2 565(+33)      |
| 28-12-2020                                                                                   | 28-12-2020 |  | 114 901(+0,45%) | 2 595(+30)      |
| 29-12-2020                                                                                   | 29-12-2020 |  | 116 858(+1,7%)  | 2 631(+36)      |
| 30-12-2020                                                                                   | 30-12-2020 |  | 119 268(+2,1%)  | 2 665(+34)      |
| 31-12-2020                                                                                   | 31-12-2020 |  | 122 025(+2,3%)  | 2 704(+39)      |
| 01-01-2021                                                                                   | 01-01-2021 |  | 123 777(+1,4%)  | 2 735(+31)      |
| 02-01-2021                                                                                   | 02-01-2021 |  | 124 165(+0,31%) | 2 774(+39)      |
| 03-01-2021                                                                                   | 03-01-2021 |  | 124 890(+0,58%) | 2 803(+29)      |
| 04-01-2021                                                                                   | 04-01-2021 |  | 125 634(+0,6%)  | 2 838(+35)      |
| 05-01-2021                                                                                   | 05-01-2021 |  | 128 135(+2%)    | 2 868(+30)      |
| 06-01-2021                                                                                   | 06-01-2021 |  | 131 489(+2,6%)  | 2 899(+31)      |
| 07-01-2021                                                                                   | 07-01-2021 |  | 134 152(+2%)    | 2 922(+23)      |
| 08-01-2021                                                                                   | 08-01-2021 |  | 136 197(+1,5%)  | 2 947(+25)      |
| 09-01-2021                                                                                   | 09-01-2021 |  | 138 040(+1,4%)  | 2 973(+26)      |
| 10-01-2021                                                                                   | 10-01-2021 |  | 138 792(+0,54%) | 2 998(+25)      |
| 11-01-2021                                                                                   | 11-01-2021 |  | 139 218(+0,31%) | 3 022(+24)      |
| 12-01-2021                                                                                   | 12-01-2021 |  | 141 078(+1,3%)  | 3 053(+31)      |
| 13-01-2021                                                                                   | 13-01-2021 |  | 143 170(+1,5%)  | 3 070(+17)      |
| 14-01-2021                                                                                   | 14-01-2021 |  | 144 937(+1,2%)  | 3 093(+23)      |
| 15-01-2021                                                                                   | 15-01-2021 |  | 146 415(+1%)    | 3 115(+22)      |
| 16-01-2021                                                                                   | 16-01-2021 |  | 147 938(+1%)    | 3 140(+25)      |
| 17-01-2021                                                                                   | 17-01-2021 |  | 148 510(+0,39%) | 3 180(+40)      |
| 18-01-2021                                                                                   | 18-01-2021 |  | 148 803(+0,2%)  | 3 206(+26)      |
| 19-01-2021                                                                                   | 19-01-2021 |  | 150 493(+1,1%)  | 3 231(+25)      |
| 20-01-2021                                                                                   | 20-01-2021 |  | 152 191(+1,1%)  | 3 257(+26)      |
| 21-01-2021                                                                                   | 21-01-2021 |  | 153 636(+0,95%) | 3 284(+27)      |
| 22-01-2021                                                                                   | 22-01-2021 |  | 155 075(+0,94%) | 3 309(+25)      |
| 23-01-2021                                                                                   | 23-01-2021 |  | 156 581(+0,97%) | 3 329(+20)      |
| 24-01-2021                                                                                   | 24-01-2021 |  | 157 118(+0,34%) | 3 360(+31)      |
| 25-01-2021                                                                                   | 25-01-2021 |  | 157 411(+0,19%) | 3 379(+19)      |
| 26-01-2021                                                                                   | 26-01-2021 |  | 159 063(+1%)    | 3 406(+27)      |
| 27-01-2021                                                                                   | 27-01-2021 |  | 160 913(+1,2%)  | 3 425(+19)      |
| 28-01-2021                                                                                   | 28-01-2021 |  | 162 429(+0,94%) | 3 448(+23)      |
| 29-01-2021                                                                                   | 29-01-2021 |  | 163 723(+0,8%)  | 3 468(+20)      |
| 30-01-2021                                                                                   | 30-01-2021 |  | 165 013(+0,79%) | 3 490(+22)      |
| 31-01-2021                                                                                   | 31-01-2021 |  | 165 593(+0,35%) | 3 503(+13)      |
| 01-02-2021                                                                                   | 01-02-2021 |  | 165 946(+0,21%) | 3 522(+19)      |
| 02-02-2021                                                                                   | 02-02-2021 |  | 167 565(+0,98%) | 3 541(+19)      |
| 03-02-2021                                                                                   | 03-02-2021 |  | 169 125(+0,93%) | 3 564(+23)      |
| 04-02-2021                                                                                   | 04-02-2021 |  | 170 392(+0,75%) | 3 580(+16)      |
| 05-02-2021                                                                                   | 05-02-2021 |  | 171 351(+0,56%) | 3 595(+15)      |
| 06-02-2021                                                                                   | 06-02-2021 |  | 172 341(+0,58%) | 3 612(+17)      |
| 07-02-2021                                                                                   | 07-02-2021 |  | 172 839(+0,29%) | 3 623(+11)      |
| 08-02-2021                                                                                   | 08-02-2021 |  | 173 143(+0,18%) | 3 635(+12)      |
| 09-02-2021                                                                                   | 09-02-2021 |  | 173 500(+0,21%) | 3 654(+19)      |
| 10-02-2021                                                                                   | 10-02-2021 |  | 174 939(+0,83%) | 3 667(+13)      |
| 11-02-2021                                                                                   | 11-02-2021 |  | 176 324(+0,79%) | 3 677(+10)      |
| 12-02-2021                                                                                   | 12-02-2021 |  | 177 379(+0,6%)  | 3 692(+15)      |
| 13-02-2021                                                                                   | 13-02-2021 |  | 178 384(+0,57%) | 3 705(+13)      |
| 14-02-2021                                                                                   | 14-02-2021 |  | 178 713(+0,18%) | 3 717(+12)      |
| 15-02-2021                                                                                   | 15-02-2021 |  | 178 957(+0,14%) | 3 728(+11)      |
| 16-02-2021                                                                                   | 16-02-2021 |  | 179 697(+0,41%) | 3 733(+5)       |
| 17-02-2021                                                                                   | 17-02-2021 |  | 180 794(+0,61%) | 3 745(+12)      |
| 18-02-2021                                                                                   | 18-02-2021 |  | 181 666(+0,48%) | 3 755(+10)      |
| 19-02-2021                                                                                   | 19-02-2021 |  | 182 576(+0,5%)  | 3 762(+7)       |
| 20-02-2021                                                                                   | 20-02-2021 |  | 183 532(+0,52%) | 3 769(+7)       |
| 21-02-2021                                                                                   | 21-02-2021 |  | 183 948(+0,23%) | 3 776(+7)       |
| 22-02-2021                                                                                   | 22-02-2021 |  | 184 195(+0,13%) | 3 784(+8)       |
| 23-02-2021                                                                                   | 23-02-2021 |  | 185 094(+0,49%) | 3 792(+8)       |
| 24-02-2021                                                                                   | 24-02-2021 |  | 186 183(+0,59%) | 3 802(+10)      |
| 25-02-2021                                                                                   | 25-02-2021 |  | 187 035(+0,46%) | 3 809(+7)       |
| 26-02-2021                                                                                   | 26-02-2021 |  | 187 947(+0,49%) | 3 823(+14)      |
| 27-02-2021                                                                                   | 27-02-2021 |  | 188 895(+0,5%)  | 3 836(+13)      |
| 28-02-2021                                                                                   | 28-02-2021 |  | 189 346(+0,24%) | 3 843(+7)       |
| 01-03-2021                                                                                   | 01-03-2021 |  | 189 589(+0,13%) | 3 854(+11)      |
| 02-03-2021                                                                                   | 02-03-2021 |  | 190 318(+0,38%) | 3 863(+9)       |
| 03-03-2021                                                                                   | 03-03-2021 |  | 191 527(+0,64%) | 3 874(+11)      |
| 04-03-2021                                                                                   | 04-03-2021 |  | 192 546(+0,53%) | 3 878(+4)       |
| 05-03-2021                                                                                   | 05-03-2021 |  | 193 427(+0,46%) | 3 882(+4)       |
| 06-03-2021                                                                                   | 06-03-2021 |  | 194 347(+0,48%) | 3 888(+6)       |
| 07-03-2021                                                                                   | 07-03-2021 |  | 194 729(+0,2%)  | 3 891(+3)       |
| 08-03-2021                                                                                   | 08-03-2021 |  | 194 939(+0,11%) | 3 897(+6)       |
| 09-03-2021                                                                                   | 09-03-2021 |  | 195 679(+0,38%) | 3 904(+7)       |
| 10-03-2021                                                                                   | 10-03-2021 |  | 196 631(+0,49%) | 3 908(+4)       |
| 11-03-2021                                                                                   | 11-03-2021 |  | 197 491(+0,44%) | 3 918(+10)      |
| 12-03-2021                                                                                   | 12-03-2021 |  | 198 261(+0,39%) | 3 926(+8)       |
| 13-03-2021                                                                                   | 13-03-2021 |  | 199 108(+0,43%) | 3 929(+3)       |
| 14-03-2021                                                                                   | 14-03-2021 |  | 199 628(+0,26%) | 3 934(+5)       |
| 15-03-2021                                                                                   | 15-03-2021 |  | 199 833(+0,1%)  | 3 938(+4)       |
| 16-03-2021                                                                                   | 16-03-2021 |  | 200 751(+0,46%) | 3 941(+3)       |
| 17-03-2021                                                                                   | 17-03-2021 |  | 201 863(+0,55%) | 3 948(+7)       |
| 18-03-2021                                                                                   | 18-03-2021 |  | 202 835(+0,48%) | 3 951(+3)       |
| 19-03-2021                                                                                   | 19-03-2021 |  | 203 772(+0,46%) | 3 961(+10)      |
| 20-03-2021                                                                                   | 20-03-2021 |  | 204 802(+0,51%) | 3 967(+6)       |
| 21-03-2021                                                                                   | 21-03-2021 |  | 205 318(+0,25%) | 3 972(+5)       |
| 22-03-2021                                                                                   | 22-03-2021 |  | 205 608(+0,14%) | 3 976(+4)       |
| 23-03-2021                                                                                   | 23-03-2021 |  | 206 589(+0,48%) | 3 985(+9)       |
| 24-03-2021                                                                                   | 24-03-2021 |  | 207 877(+0,62%) | 3 994(+9)       |
| 25-03-2021                                                                                   | 25-03-2021 |  | 209 041(+0,56%) | 3 998(+4)       |
| 26-03-2021                                                                                   | 26-03-2021 |  | 210 073(+0,49%) | 4 008(+10)      |
| Fonte: Sito ufficiale dell'emergenza - Total Coronavirus Cases in Slovenia worldometers.info |            |  |                 |                 |